# 4698 Jizera
4698 Jizera è un asteroide della fascia principale. Scoperto nel 1986, presenta un'orbita caratterizzata da un semiasse maggiore pari a 2,2254187 UA e da un'eccentricità di 0,0756313, inclinata di 2,12240° rispetto all'eclittica.